# Варссевелд
Варссевелд (нід. Varsseveld) — село в нідерландській провінції Гелдерланд. Входить до муніципалітету Ауде-Ейсселстрек.
Протягом нетривалого періоду своєї історії у 1812—1818 роках мало статус окремого муніципалітету.

## Галерея

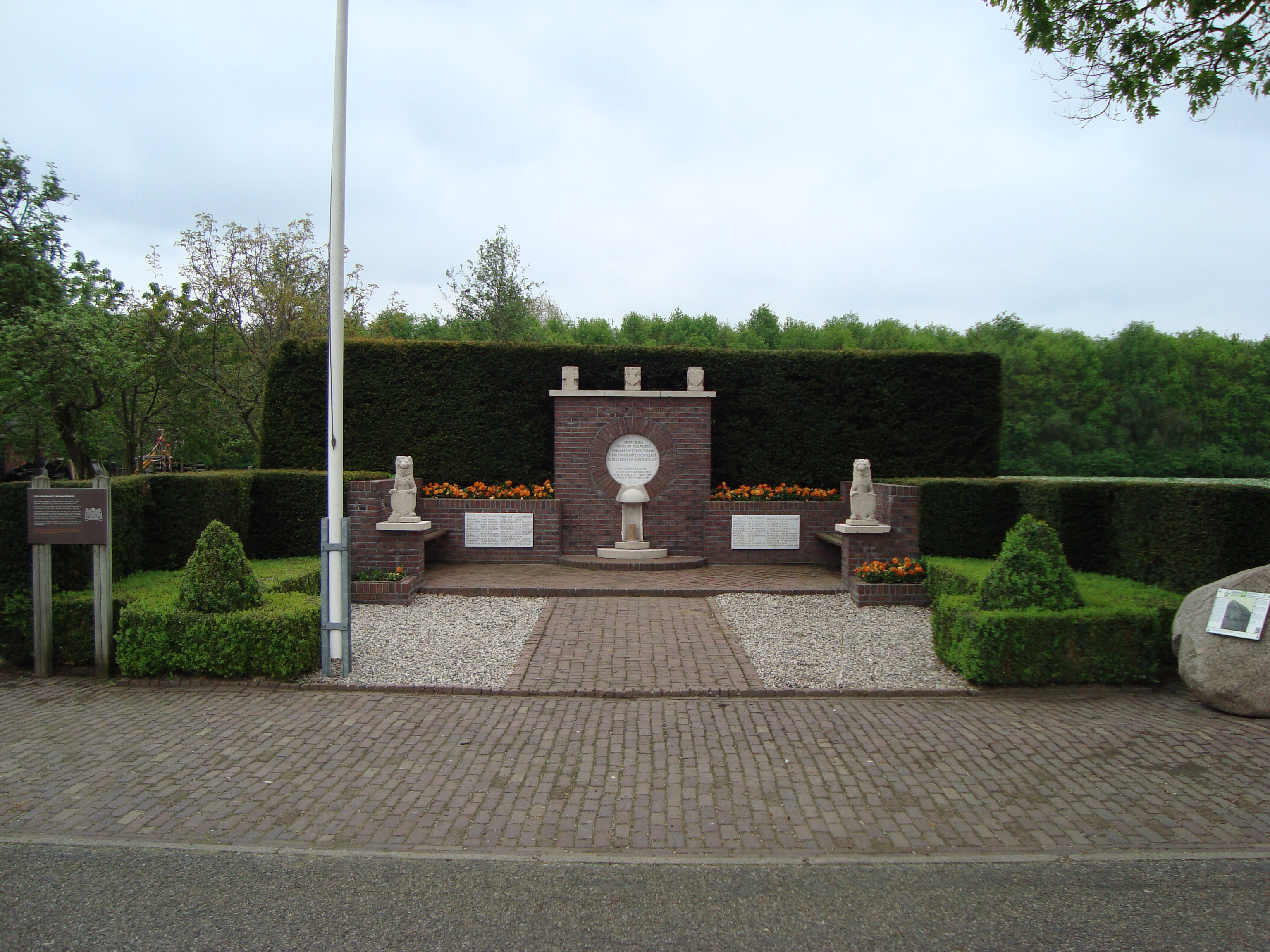
Меморіал жертвам масової страти під час Другої світової війни.